# Мацуяма
Мацуяма е град в префектура Ехиме, Южна Япония. Населението му е 510 963 жители (по приблизителна оценка от октомври 2018 г.). Площта му е 428,86 кв. км. Кмет към 2011 г. е Кацухито Ноши. Намира се в часова зона UTC+9. Градът е основан на 15 декември 1889 г.

## Побратимени градове
- Сакраменто (Калифорния, САЩ)
- Фрайбург (Германия)